# Date (Hokkaidō)
Date (伊達市?, Date-shi) è una città del Giappone che ricade sotto la giurisdizione della sottoprefettura di Iburi. È situata nella zona sud-orientale della prefettura di Hokkaidō.